# (81522) 2000 HW7
(81522) 2000 HW7 est un astéroïde de la ceinture principale.
Il a été découvert le 27 avril 2000 par le programme LINEAR à Socorro.
Il a pour particularité d'être considéré comme un troyen potentiel du système Soleil-Cérès, au point L4.

## Compléments